# Tolna (Dakota del Nord)
Tolna è un centro abitato (city) degli Stati Uniti d'America, situato nella Contea di Nelson nello Stato del Dakota del Nord. Nel censimento del 2000 la popolazione era di 202 abitanti. La città è stata fondata nel 1906.

## Geografia fisica
Secondo i rilevamenti dell'United States Census Bureau, la località di Tolna si estende su una superficie di 2,00 km², tutti occupati da terre.

## Popolazione
Secondo il censimento del 2000, a Tolna vivevano 202 persone, ed erano presenti 50 gruppi familiari. La densità di popolazione era di 101 ab./km². Nel territorio comunale si trovavano 118 unità edificate. Per quanto riguarda la composizione etnica degli abitanti, il 99,01% era bianco, lo 0,50% era nativo e lo 0,50% apparteneva a due o più razze.
Per quanto riguarda la suddivisione della popolazione in fasce d'età, il 20,3% era al di sotto dei 18, il 4,5% fra i 18 e i 24, il 20,8% fra i 25 e i 44, il 24,8% fra i 45 e i 64, mentre infine il 29,7% era al di sopra dei 65 anni di età. L'età media della popolazione era di 49 anni. Per ogni 100 donne residenti vivevano 64,2 maschi.